# جايمس لانس
جايمس لانس (بالإنجليزية: James Lance)‏ هو ممثل بريطاني، ولد في 29 سبتمبر 1975 في المملكة المتحدة.

## وصلات خارجية
- جايمس لانس على موقع IMDb (الإنجليزية)
- جايمس لانس على موقع ألو سيني (الفرنسية)
- جايمس لانس على موقع أول موفي (الإنجليزية)
- جايمس لانس على موقع قاعدة بيانات الأفلام السويدية (السويدية)
- جايمس لانس على موقع قاعدة بيانات الفيلم (الإنجليزية)
- جايمس لانس على موقع كينوبويسك (الروسية)